# François Favé
Francois Favè (Plounéventer, 18 dicembre 1905 – Lesneven, 17 marzo 1951) è stato un ciclista su strada francese, primo vincitore del Grand Prix de Ouest France.

## Carriera
Nel 1930 fu campione nazionale nella categoria "aspiranti"; partecipò a due Tour de France, nel 1928 e nel 1931, ma in entrambe le occasioni fu costretto al ritiro.

## Palmarès

### Strada
- 1931

Grand Prix de Ouest France
3ª tappa Tour dell'Ouest
- 1932

Boucles de l'Aulne
- 1933

Boucles de l'Aulne
- 1935

Nantes-Les Sables-d'Olonne
- 1937

Circuito dell'Armorica

## Piazzamenti

### Grandi Giri
- Tour de France

1928: ritirato
1931: ritirato